# ريمون مولينغهاوزن
ريمون مولينغهاوزن (بالفرنسية: Raymond Mulinghausen)‏ (3 سبتمبر 1920 – 19 فبراير 2009) هو ملاكم فرنسي راحل، مثّل بلاده في الألعاب الأولمبية الصيفية 1948.

## روابط خارجية
ريمون مولينغهاوزن على موقع الاتحاد الدولي للسباحة (الإنجليزية)
- ريمون مولينغهاوزن على موقع اللجنة الأولمبية الدولية (الإنجليزية)
- ريمون مولينغهاوزن على موقع أوليمبيديا (الإنجليزية)